# Arturo-Prat-Station
Koordinaten: 62° 28′ 44,7″ S, 59° 39′ 51,2″ W

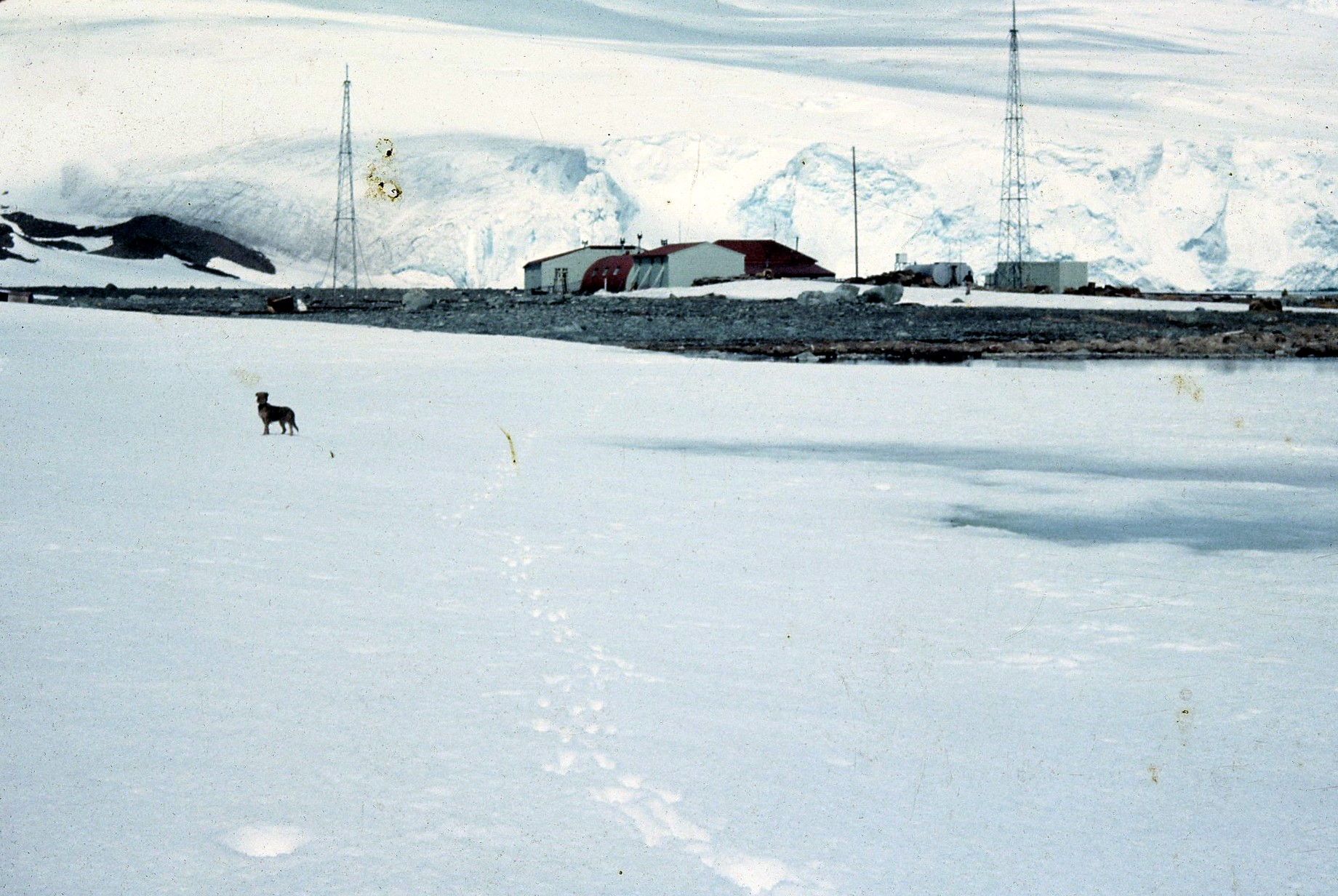
Arturo-Prat-Station

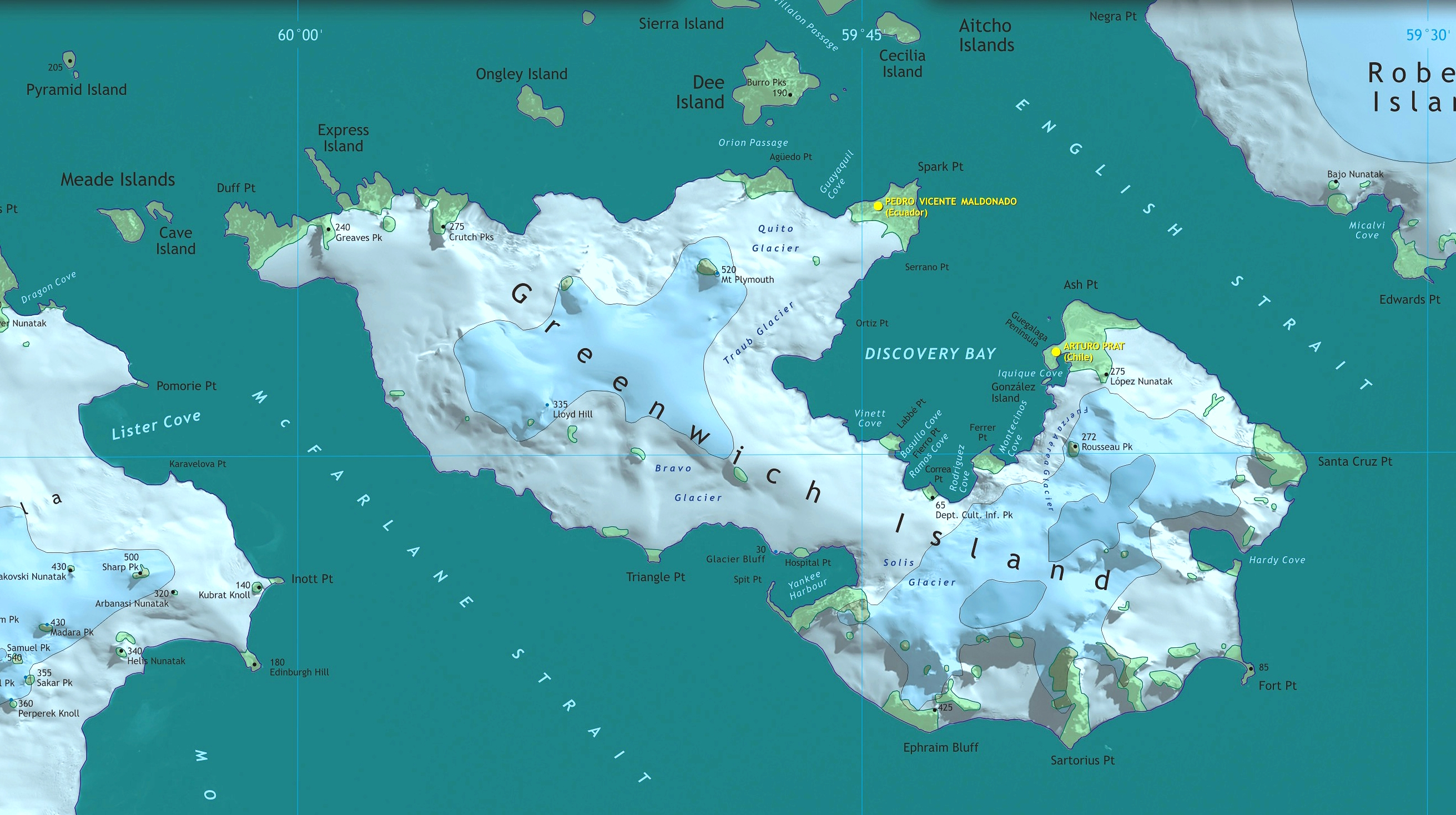
Karte der Greenwich-Insel mit der Station Arturo Prat im Nordosten

Die Arturo-Prat-Station ist eine chilenische Antarktis-Station an der Iquique Cove im Osten der Guesalaga-Halbinsel im Nordosten der Greenwich Island im Archipel der Südlichen Shetlandinseln.
Am 6. November 1940 beschloss die Regierung von Chile, Anspruch auf einen Teil der Antarktis vom 53. bis 90. Breitengrad zu erheben. So wurde am 6. Februar 1947 im Rahmen der 1. Chilenischen Antarktisexpedition (1946–1947) die erste chilenische Antarktis-Station „Arturo Prat“ eingerichtet. Arturo Prat war ein chilenischer Seeheld, der im Salpeterkrieg 1879 fiel. Die Station bestand am Anfang aus zwei Gebäuden für maximal 18 Personen. Heute können etwa 40 Personen auf der Marinestation wohnen.

## Karte
- L.L. Ivanov. Antarctica: Livingston Island and Greenwich, Robert, Snow and Smith Islands. Scale 1:120.000 topographic map. Troyan: Manfred Wörner Foundation, 2009, ISBN 978-954-92032-6-4